# Nagiella occultalis
Nagiella occultalis is een vlinder uit de familie van de grasmotten (Crambidae). De wetenschappelijke naam van deze soort is voor het eerst gepubliceerd in 2017 door Misbah Ullah en Zhaofu Yang.
Deze soort komt voor in China (Shaanxi).